# Pokey Reese
Pokey Reese, właśc. Calvin Reese, Jr. (ur. 10 czerwca 1973) – amerykański baseballista, który występował na pozycji drugobazowego i łącznika.
W czerwcu 1991 został wybrany w pierwszej rundzie draftu z numerem 20. przez Cincinnati Reds i początkowo grał w klubach farmerskich tego zespołu, między innymi w Indianapolis Indians, reprezentującym poziom Triple-A. W Major League Baseball zadebiutował 1 kwietnia 1997 w meczu przeciwko Colorado Rockies jako rezerwowy łącznik. Jako zawodnik Reds dwukrotnie zdobył Złotą Rękawicę.
18 grudnia 2001 w ramach wymiany zawodników przeszedł do Colorado Rockies, jednak dzień później został oddany do Boston Red Sox, z którym nie podpisał kontraktu zostając wolnym agentem. W styczniu 2002 został zatrudniony przez Pittsburgh Pirates, w którym występował przez dwa sezony, zaś w grudniu 2003 został zawodnikiem Boston Red Sox.
8 maja 2004 w meczu z Kansas City Royals po raz pierwszy w jednym spotkaniu zdobył dwa home runy (w tym jednego inside-the-park). W tym samym roku zagrał we wszystkich meczach World Series, w których Red Sox pokonali St. Louis Cardinals 4–0. W sezonach 2005 i 2008 grał w klubach farmerskich Seattle Mariners i Washington Nationals.

## Nagrody i wyróżnienia
| Nagroda/wyróżnienie      | Lata       | Źródło |
| ------------------------ | ---------- | ------ |
| 2× Gold Glove Award      | 1999, 2000 | [ 1 ]  |
| Zwycięzca w World Series | 2004       | [ 4 ]  |